# Llista de monuments de Piera
Llista de monuments de Piera inclosos en l'Inventari del Patrimoni Arquitectònic Català per al municipi de Piera (Anoia). Inclou els inscrits en el Registre de Béns Culturals d'Interès Nacional (BCIN) amb la classificació de monuments històrics, els Béns Culturals d'Interès Local (BCIL) de caràcter immoble i la resta de béns arquitectònics integrants del patrimoni cultural català.
| Monument                                                             | Protecció    | Estil/època                            | Localització                                                                | Coordenades                                            | Codi?         | Imatge |
| -------------------------------------------------------------------- | ------------ | -------------------------------------- | --------------------------------------------------------------------------- | ------------------------------------------------------ | ------------- | --- |
| Castell de Piera, Castell de Fontanet                                | BCIN 1234-MH | Medieval, XX                           | Piera Costa Maria Lleopart, 1                                               | 41° 30′ 57″ N, 1° 44′ 30″ E / 41.515949°N,1.741663°E   | RI-51-0005588 | Castell de Piera · Vegeu més fotos d'aquest monument · Carregueu una nova foto d'aquest monument                              |
| Castell de Freixe                                                    | BCIN 1235-MH | Medieval                               | Piera Camí rural sortint de la ctra. de Piera a Sant Sadurní BV-2242 km 7,7 | 41° 28′ 49″ N, 1° 44′ 27″ E / 41.480328°N,1.740957°E   | RI-51-0005589 | Castell del Freixe (Piera) · Vegeu més fotos d'aquest monument · Carregueu una nova foto d'aquest monument                    |
| Castell del Castellet, castell del Bedorc o castell de la Ventosa    | BCIN 1236-MH | Obra popular Medieval                  | Piera C. del Pi, 61, urb. Castell de la Ventosa                             | 41° 30′ 06″ N, 1° 43′ 53″ E / 41.501609°N,1.731324°E   | RI-51-0005590 | Castell del Castellet (Piera) · Vegeu més fotos d'aquest monument · Carregueu una nova foto d'aquest monument                 |
| Portal Romanyà                                                       |              | XIV                                    | Piera Pl. Catalunya, barri dels Gats                                        | 41° 31′ 04″ N, 1° 44′ 33″ E / 41.517806°N,1.742636°E   | IPA-5539      | Portal Romanyà (Piera) · Vegeu més fotos d'aquest monument · Carregueu una nova foto d'aquest monument                        |
| Casa Sastre                                                          |              | Noucentisme XVIII-XIX                  | Piera C. Jaume Fons, 36-40                                                  | 41° 31′ 07″ N, 1° 44′ 43″ E / 41.518706°N,1.745407°E   | IPA-5540      | Casa Sastre (Piera) · Vegeu més fotos d'aquest monument · Carregueu una nova foto d'aquest monument                           |
| Plaça de Joan Orpí                                                   |              | XIV                                    | Piera Pl. de Joan Orpí, Mercadal                                            | 41° 31′ 05″ N, 1° 44′ 35″ E / 41.518142°N,1.743147°E   | IPA-5541      | Plaça de Joan Orpí (Piera) · Vegeu més fotos d'aquest monument · Carregueu una nova foto d'aquest monument                    |
| Cal Gareny, Ca l'Estany, actual Casa de la Vila                      |              | Obra popular XVII                      | Piera C. de la Plaça, 16-18 - pl. Joan Orpí                                 | 41° 31′ 05″ N, 1° 44′ 37″ E / 41.518023°N,1.743481°E   | IPA-5542      | Cal Gareny (Piera) · Vegeu més fotos d'aquest monument · Carregueu una nova foto d'aquest monument                            |
| Capella de Sant Maur                                                 |              | Obra popular XVIII-XX                  | Piera C. de la Plaça, 31, Mercadal                                          | 41° 31′ 04″ N, 1° 44′ 34″ E / 41.51785°N,1.742754°E    | IPA-5545      | Carregueu una nova foto d'aquest monument                                                                                     |
| Casa de la Volta                                                     |              | Obra popular XIII-XIV                  | Piera C. de la Salut                                                        | 41° 31′ 01″ N, 1° 44′ 29″ E / 41.517081°N,1.7413°E     | IPA-5546      | Casa de la Volta (Piera) · Vegeu més fotos d'aquest monument · Carregueu una nova foto d'aquest monument                      |
| Cal Borrull                                                          |              | Obra popular, gòtic XIV-XV             | Piera C. de la Salut, 16, barri dels Gats                                   | 41° 31′ 00″ N, 1° 44′ 29″ E / 41.516621°N,1.741378°E   | IPA-5547      | Cal Borrull (Piera) · Vegeu més fotos d'aquest monument · Carregueu una nova foto d'aquest monument                           |
| Capella de Sant Sebastià                                             |              | Obra popular XVI-XX                    | Piera C. Sant Sebastià, 21, barri dels Gats                                 | 41° 31′ 03″ N, 1° 44′ 31″ E / 41.517384°N,1.742035°E   | IPA-5548      | Capella de Sant Sebastià (Piera) · Vegeu més fotos d'aquest monument · Carregueu una nova foto d'aquest monument              |
| Ca l'Alcalde                                                         |              | Obra popular XX                        | Piera Ctra. BV-2241, km 8, Can Cairot                                       | 41° 29′ 35″ N, 1° 47′ 13″ E / 41.492994°N,1.786945°E   | IPA-5549      | Carregueu una nova foto d'aquest monument                                                                                     |
| Mas Bonans, o Ca n'Orpí                                              |              | Obra popular XX                        | Piera Ctra. Capellades-Piera                                                | 41° 31′ 49″ N, 1° 43′ 43″ E / 41.530372°N,1.728534°E   | IPA-5550      | Carregueu una nova foto d'aquest monument                                                                                     |
| Can Bonastre de Mas Pujó                                             |              | Obra popular XVIII-XIX                 | Piera Ctra. B-224, km 12                                                    | 41° 30′ 44″ N, 1° 46′ 49″ E / 41.512142°N,1.780227°E   | IPA-5551      | Carregueu una nova foto d'aquest monument                                                                                     |
| Hostal de Can Bonastre                                               |              | Obra popular XVIII                     | Piera Ctra. B-224, km 12,9                                                  | 41° 30′ 20″ N, 1° 46′ 44″ E / 41.505633°N,1.77875°E    | IPA-5552      | Carregueu una nova foto d'aquest monument                                                                                     |
| Mas Marquet                                                          |              | Modernisme XIX                         | Piera A 200 m. de la ctra. de Piera als Hostalets                           | 41° 31′ 41″ N, 1° 45′ 40″ E / 41.528013°N,1.761030°E   | IPA-5553      | Carregueu una nova foto d'aquest monument                                                                                     |
| Església de la Santa Creu de Creixà, o Santa Creu de Palau           |              | Romànic, barroc XI, XVII-XVIII         | Piera Urb. Can Canals                                                       | 41° 27′ 37″ N, 1° 46′ 20″ E / 41.460395°N,1.772176°E   | IPA-5554      | Santa Creu de Creixà (Piera) · Vegeu més fotos d'aquest monument · Carregueu una nova foto d'aquest monument                  |
| Masies de Santa Creu de Creixà                                       |              | Obra popular                           | Piera Enderrocat                                                            | 41° 27′ 37″ N, 1° 46′ 20″ E / 41.46039°N,1.77223°E     | IPA-5555      | Carregueu una nova foto d'aquest monument                                                                                     |
| Ermita de Sant Nicolau del Tretzè, o Sant Nicolau de Freixe          |              | Romànic XII-XIII                       | Piera Ctra. B-2242                                                          | 41° 28′ 49″ N, 1° 44′ 27″ E / 41.480328°N,1.740957°E   | IPA-5556      | Ermita de Sant Nicolau del Tretzè (Piera) · Vegeu més fotos d'aquest monument · Carregueu una nova foto d'aquest monument     |
| Cal Vidal del Malcavaller                                            |              | Obra popular XIII-XVI                  | Piera A l'entrada dels Hostalets                                            | 41° 32′ 03″ N, 1° 45′ 53″ E / 41.534185°N,1.764610°E   | IPA-5557      | Carregueu una nova foto d'aquest monument                                                                                     |
| Església de Sant Sebastià del Bedorc                                 |              | Darreres tendències XX                 | Piera Esplanada de l'Església, el Bedorc                                    | 41° 29′ 48″ N, 1° 43′ 21″ E / 41.496737°N,1.722413°E   | IPA-5560      | Església de Sant Sebastià del Bedorc (Piera) · Vegeu més fotos d'aquest monument · Carregueu una nova foto d'aquest monument  |
| Antiga Fàbrica de Cal Romeu                                          |              | Modernisme                             | Piera Pineda del Bedorc                                                     | 41° 30′ 06″ N, 1° 42′ 54″ E / 41.501741°N,1.714904°E   | IPA-5561      | Carregueu una nova foto d'aquest monument                                                                                     |
| Masia de Can Ferrer del Coll                                         |              | Obra popular XIV                       | Piera El Bedorc                                                             | 41° 30′ 09″ N, 1° 42′ 36″ E / 41.502445°N,1.710022°E   | IPA-5562      | Masia de Can Ferrer del Coll (Piera) · Vegeu més fotos d'aquest monument · Carregueu una nova foto d'aquest monument          |
| Capella d'en Josep Aguilera, o Capella de la Mare de Déu de la Mercè |              | Modernisme XVIII-XX                    | Piera Pl. de l'Església, Ca n'Aguilera                                      | 41° 33′ 15″ N, 1° 44′ 41″ E / 41.554185°N,1.744642°E   | IPA-5564      | Carregueu una nova foto d'aquest monument                                                                                     |
| Can Fontanellas, o Can Fontanells                                    |              | XVII-XIX                               | Piera Prop de Ca n'Aguilera                                                 | 41° 32′ 30″ N, 1° 44′ 53″ E / 41.541567°N,1.748018°E   | IPA-5565      | Carregueu una nova foto d'aquest monument                                                                                     |
| Ca l'Arcís                                                           |              | Obra popular XVIII                     | Piera Can Bou, a l'entrada de la urbanització                               | 41° 29′ 16″ N, 1° 45′ 44″ E / 41.487794°N,1.762132°E   | IPA-5566      | Carregueu una nova foto d'aquest monument                                                                                     |
| Església de Santa Maria de la Fortesa                                |              | Darreres tendències XX                 | Piera Pl. de l'Església, la Fortesa                                         | 41° 27′ 16″ N, 1° 45′ 49″ E / 41.454563°N,1.763567°E   | IPA-5568      | Església de Santa Maria de la Fortesa (Piera) · Vegeu més fotos d'aquest monument · Carregueu una nova foto d'aquest monument |
| Església de Sant Jaume                                               |              | XII-XVI, XX                            | Piera Sant Jaume Sesoliveres                                                | 41° 28′ 19″ N, 1° 45′ 02″ E / 41.471839°N,1.750673°E   | IPA-5570      | Església de Sant Jaume Sesoliveres (Piera) · Vegeu més fotos d'aquest monument · Carregueu una nova foto d'aquest monument    |
| Mas la Venta                                                         |              | Obra popular                           | Piera Entre Piera i Can Mussarro                                            | 41° 31′ 26″ N, 1° 43′ 56″ E / 41.523856°N,1.732198°E   | IPA-5571      | Carregueu una nova foto d'aquest monument                                                                                     |
| Església parroquial de Santa Maria de Piera                          |              | Romànic, barroc XII-XVII, XIX          | Piera Pl. de l'Església                                                     | 41° 30′ 57″ N, 1° 44′ 29″ E / 41.515878°N,1.741284°E   | IPA-5573      | Església parroquial de Santa Maria de Piera · Vegeu més fotos d'aquest monument · Carregueu una nova foto d'aquest monument   |
| Cal Víctor Riu                                                       |              | Noucentisme XVIII-XX                   | Piera C. Sant Bonifaci, 10                                                  | 41° 31′ 11″ N, 1° 44′ 48″ E / 41.519713°N,1.746732°E   | IPA-5574      | Cal Víctor Riu (Piera) · Vegeu més fotos d'aquest monument · Carregueu una nova foto d'aquest monument                        |
| Casa Canals                                                          |              | Noucentisme XX                         | Piera C. Ricard Canals, 5-7                                                 | 41° 31′ 29″ N, 1° 45′ 07″ E / 41.524608°N,1.751906°E   | IPA-5575      | Casa Canals (Piera) · Vegeu més fotos d'aquest monument · Carregueu una nova foto d'aquest monument                           |
| Santa Magdalena de l'Estela                                          |              | XIII-XVI, XX                           | Piera Prop de la masia de Can Martí                                         | 41° 33′ 04″ N, 1° 45′ 20″ E / 41.551201°N,1.755643°E   | IPA-5576      | Carregueu una nova foto d'aquest monument                                                                                     |
| Cal Pepus de la Llorença                                             |              | Noucentisme XX                         | Piera C. Folch i Torres - pg. del Prat                                      | 41° 31′ 15″ N, 1° 44′ 49″ E / 41.5207644°N,1.7470786°E | IPA-5577      | Carregueu una nova foto d'aquest monument                                                                                     |
| La Casa Blanca                                                       |              | Obra popular, noucentisme XVI-XVII, XX | Piera Camí de la Fortesa a Can Bou                                          | 41° 28′ 24″ N, 1° 45′ 53″ E / 41.473358°N,1.764732°E   | IPA-5578      | Carregueu una nova foto d'aquest monument                                                                                     |
| Cal Metge Vidal                                                      |              | Obra popular XVI-XX                    | Piera C. Doctor Carles, 2                                                   | 41° 31′ 08″ N, 1° 44′ 45″ E / 41.518816°N,1.745699°E   | IPA-5579      | Cal Metge Vidal (Piera) · Vegeu més fotos d'aquest monument · Carregueu una nova foto d'aquest monument                       |
| Casa Casanoves, o Ca l'Americano                                     |              | Modernisme XX                          | Piera C. Sant Bonifaci, 48                                                  | 41° 31′ 13″ N, 1° 44′ 53″ E / 41.520413°N,1.747924°E   | IPA-5580      | Casa Casanoves (Piera) · Vegeu més fotos d'aquest monument · Carregueu una nova foto d'aquest monument                        |
| Cal Sanahuja                                                         |              | Modernisme XX                          | Piera C. Sant Bonifaci, 50                                                  | 41° 31′ 14″ N, 1° 44′ 53″ E / 41.520420°N,1.747919°E   | IPA-5581      | Cal Sanahuja (Piera) · Vegeu més fotos d'aquest monument · Carregueu una nova foto d'aquest monument                          |
| Societat Foment                                                      |              | Noucentisme XX                         | Piera C. de la Plaça, 18                                                    | 41° 31′ 05″ N, 1° 44′ 37″ E / 41.518159°N,1.743475°E   | IPA-5582      | Societat Foment (Piera) · Vegeu més fotos d'aquest monument · Carregueu una nova foto d'aquest monument                       |
| Caves Pagès Entrena, abans Fàbrica de Ca l'Esquerrà                  |              | Noucentisme, obra popular XIX-XX       | Piera Ctra. a Sant Sadurní d'Anoia BV-2242, km 10                           | 41° 27′ 39″ N, 1° 45′ 12″ E / 41.460710°N,1.753202°E   | IPA-5583      | Caves Pagès Entrena (Piera) · Vegeu més fotos d'aquest monument · Carregueu una nova foto d'aquest monument                   |
| Can Sardà                                                            |              | Obra popular XVII-XVIII                | Piera Pl. del Pedró, Sant Jaume Sesoliveres                                 | 41° 28′ 16″ N, 1° 45′ 00″ E / 41.471199°N,1.749901°E   | IPA-5584      | Can Sardà (Piera) · Vegeu més fotos d'aquest monument · Carregueu una nova foto d'aquest monument                             |
| Casa Rovira                                                          |              | Modernisme Ros de Martorell XX         | Piera C. de l'Estació, 1                                                    | 41° 31′ 35″ N, 1° 45′ 14″ E / 41.526258°N,1.753866°E   | IPA-5585      | Casa Rovira (Piera) · Vegeu més fotos d'aquest monument · Carregueu una nova foto d'aquest monument                           |
| Casa Torres                                                          |              | Eclecticisme XX                        | Piera C. Doctor Carles, 32                                                  | 41° 31′ 09″ N, 1° 44′ 48″ E / 41.519305°N,1.746607°E   | IPA-5588      | Casa Torres (Piera) · Vegeu més fotos d'aquest monument · Carregueu una nova foto d'aquest monument                           |
| Cal Facundo, o Cal Flo                                               |              | Modernisme XX                          | Piera C. Doctor Carles, 9                                                   | 41° 31′ 08″ N, 1° 44′ 45″ E / 41.518927°N,1.745718°E   | IPA-5589      | Cal Facundo (Piera) · Vegeu més fotos d'aquest monument · Carregueu una nova foto d'aquest monument                           |
| Cal Flaquer                                                          |              | Obra popular, noucentisme XVII-XX      | Piera Urbanització Can Mas                                                  | 41° 31′ 24″ N, 1° 46′ 31″ E / 41.523283°N,1.775156°E   | IPA-5590      | Carregueu una nova foto d'aquest monument                                                                                     |
| Cal Sagristà                                                         |              | Modernisme XX                          | Piera c. de la Plaça, 27 (abans 8)                                          | 41° 31′ 06″ N, 1° 44′ 38″ E / 41.518274°N,1.743755°E   | IPA-5591      | Carregueu una nova foto d'aquest monument                                                                                     |
| Ca l'Estany                                                          |              | XVIII-XX                               | Piera C. Doctor Carles, 8-10                                                | 41° 31′ 08″ N, 1° 44′ 45″ E / 41.518862°N,1.745726°E   | IPA-5615      | Ca l'Estany (Piera) · Vegeu més fotos d'aquest monument · Carregueu una nova foto d'aquest monument                           |
| Església de Sant Joan Baptista                                       |              | Obra popular XX                        | Piera Can Canals de Masbover                                                | 41° 28′ 15″ N, 1° 46′ 50″ E / 41.470817°N,1.780542°E   | IPA-38449     | Església de Sant Joan Baptista (Piera) · Vegeu més fotos d'aquest monument · Carregueu una nova foto d'aquest monument        |
| Molí fariner de Can Romeu del Bedorc, Can Ferrer del Coll            |              | Obra popular                           | Piera Can Ferrer del Coll                                                   | 41° 30′ 06″ N, 1° 42′ 54″ E / 41.501770°N,1.714924°E   | IPA-40770     | Molí fariner de Can Romeu del Bedorc (Piera) · Vegeu més fotos d'aquest monument · Carregueu una nova foto d'aquest monument  |
| Molí fariner de la Ventosa                                           |              | Obra popular                           | Piera Urb. el Castell de la Ventosa                                         | 41° 30′ 05″ N, 1° 43′ 44″ E / 41.501410°N,1.728812°E   | IPA-40771     | Carregueu una nova foto d'aquest monument                                                                                     |